# فرزانه رضاسلطانی
فرزانه رضاسلطانی (زادهٔ ۲۲ شهریور ۱۳۶۴) یکی از اعضای تیم ملی ایران در بازی‌های المپیک زمستانی ۲۰۱۴ در رشتهٔ اسکی صحرانوردی بوده‌است.